# Muzyk Wojskowy
Muzyk Wojskowy – dwutygodnik, a następnie miesięcznik poświęcony kulturze muzycznej w Wojsku Polskim.
Czasopismo było popierane i polecane przez Ministerstwo Spraw Wojskowych pismem z dnia 4 sierpnia 1926 roku. Założycielem i redaktorem naczelnym pisma był Eugeniusz Dawidowicz. Siedziba redakcji znajdowała się w Grudziądzu przy ulicy Tuszewska Grobla 18 m. 1. Cena pojedynczego egzemplarza w 1929 roku wynosiła 70 gr, natomiast prenumerata roczna 12 zł. Redakcja wydawała książeczki marszowe i papier nutowy dla orkiestr wojskowych. Pismo było drukowane w Zakładach Graficznych Wiktora Kulerskiego w Grudziądzu-Tuszewie.